# 中立莫雷斯内特
中立莫雷斯内特（德語：Neutral-Moresnet），简称莫雷斯内特，是1816—1920年存在的一个的欧洲共管領土。莫雷斯内特面积仅3.5平方公里，其独立是因为两个大的邻国在它的归属问题上不能取得一致意见，因此决定使其成为中立的领土，双方平等地共享控制权。莫雷斯内特位于亚琛西南约7公里，在德国、比利时、荷兰三国边界交点上的法尔斯山的正南。

## 建立

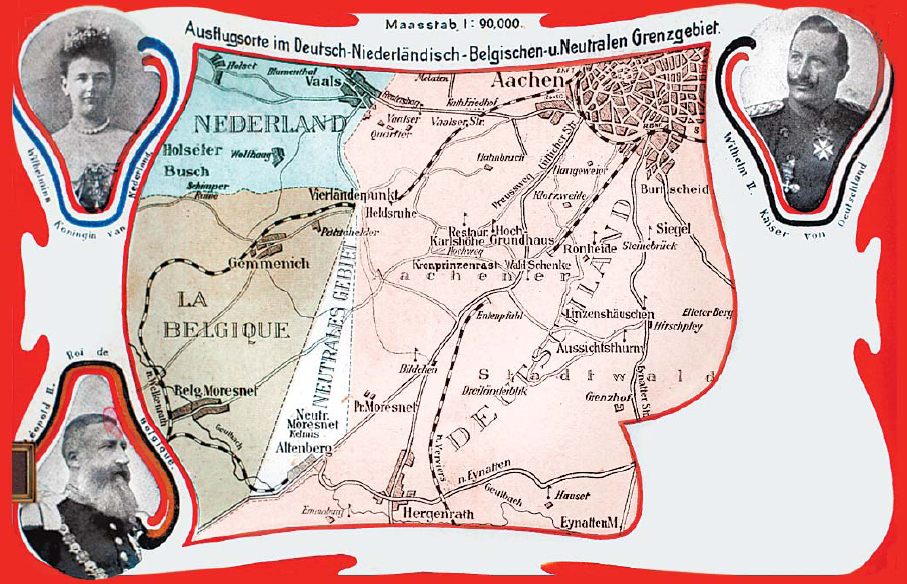
一张大约于1900年时发行的印有莫雷斯内特地图的明信片，明信片上的三个人物照片分别为时任的比利时国王利奥波德二世、荷兰女王威廉明娜和德国皇帝威廉二世

1815年维也纳会议期间，为了适应列强之间的新的政治平衡，欧洲国家间版图很多地方都被重新绘制。这其中包括新成立的荷兰联合王国和普鲁士之间的边界。在多数地方双方同意保留原有边界，但莫雷斯内特地区引起了争议。因为莫雷斯内特村和新莫雷斯内特之间的地区发现了重要的锌矿，双方都企图把这片地方划归自己。1816年双方达成妥协：莫雷斯内特村划归荷兰，新莫雷斯内特归普鲁士，矿区和周围的凯尔米斯村变为中立领土，由双方共管。
新领地大致为三角形，底边是从亚琛到列日的公路。矿区就位于路北。三角形的另外两条边向北延伸，最后交于瓦尔斯山。1830年比利时从荷兰独立，莫雷斯内特周围荷兰的领地也转由比利时控制，比利时也由此取代荷兰管理莫雷斯内特，但荷兰从未正式退出。最初莫雷斯内特由比普两国王室委员管辖，稍后莫雷斯内特取得了更大程度的自治，由一位市长和一个10人委员会管理，市长（也是国家元首）由两委员指派。
莫雷斯内特人主要是以當鋅礦工人過生活，當地的鋅礦從鄰國吸引了許多工人來到本地（雖然最多從未超過3000人），形成原來就“中立”的人口結構。作為一個中立領土有某些好處，包括了低稅、從兩個鄰國進口均免關稅，以及跨入邊境就較低的價格等等。 許多政府服務，例如郵政，是由比利時與普魯士所共同分擔（如同安道爾的形式）。本地的“中立”人口可以選擇服哪一個國家的兵役，或是依其意願選擇屬於何國法院管轄。這種情勢不好的一面是：莫雷斯内特人民被認為是不屬於任何國家的，他們也不被允許擁有自己的軍隊。

## 衰落
1885年，当矿产资源枯竭时，人们对莫雷斯内特是否能独立存在下去颇存疑虑。关于如何将莫雷斯内特建成一个更独立的国家，人们提出了一些意见，包括造一座赌场和邮局，发行自己的邮票。但建造邮局的意见被地方政府所拒绝。最具有创意的提议来自威廉·莫利（Wilhelm Molly）博士，他建议把莫雷斯内特建成世界上第一个世界语国家，国名为“Amikejo”(“友谊之地”)，还提出了一支同名的世界语进行曲作为国歌。但是这个袖珍小国的独立日子已经屈指可数了。比利时和普鲁士两国从未放弃过对这块土地的领土要求。1900年普鲁士开始采取强硬立场，据说采取了破坏管理的手段以从中渔利。1914年，第一次世界大战期间，德国侵略比利时并于1915年吞并了莫雷斯内特。莫雷斯内特中立邦不再中立。
战后的1919年《凡尔赛条约》本应解决拖延了一百年的“暂时中立”状态的问题，条约规定莫雷斯内特归比利时。第二次世界大战时，德国又一次吞并了该地区，但1944年时此地再度回归比利时。这个地区现在受比利时德语市镇凯尔米斯的管辖。